# Cladonia delavayi
Cladonia delavayi Abbayes (1958), è una specie di lichene appartenente al genere Cladonia,  dell'ordine Lecanorales.
Il nome proprio deriva dall'esploratore, botanico e missionario francese Delavay, (1834-1895), che per quasi trent'anni esplorò le regioni cinesi allora remote del Sichuan e dello Yunnan, collezionando oltre 200.000 esemplari di piante, funghi e licheni e scoprendo svariate nuove specie.

## Caratteristiche fisiche
Il fotobionte è principalmente un'alga verde delle Trentepohlia.
All'esame cromatografico sono state rilevate tracce consistenti di acido criptoclorofeico e di acido perlatolico e minori quantità di acido usnico e acido 4-O-metilcriptoclorofeico.

## Località di ritrovamento
La specie è stata rinvenuta nelle seguenti località:
- Cina (Sichuan, Tibet, Xizang, Yunnan);
- India.

## Tassonomia
Questa specie viene attualmente attribuita alla sezione Unciales; secondo alcuni autori, però, ha somiglianze morfologiche col genere Cladina; a tutto il 2008 non sono state identificate forme, sottospecie e varietà.